# Euphrosine borealis
Euphrosine borealis är en ringmaskart som beskrevs av Örsted 1843. Euphrosine borealis ingår i släktet Euphrosine och familjen Euphrosinidae. Arten är reproducerande i Sverige. Inga underarter finns listade i Catalogue of Life.